# Vuelta Ciclista a la Argentina de 2000
La 6.ª edición de la  Vuelta Ciclista a la Argentina se celebró entre el 21 de febrero y el 5 de marzo de 2000, con inicio en la ciudad de Rosario (provincia de Santa Fe) y final en Córdoba. El recorrido constó de un total de 13 etapas sobre una distancia total de 1.952 km.
En la temporada 2000 fue la quinta carrera del mundo en extensión (sólo superada por el Tour de Francia, el Giro D'Italia, la Vuelta de España y la de Filipinas), con puntos para el ranking mundial, siendo categoría 2.5 en el Ranking UCI.
Durante la disputa de la Vuelta a la Argentina, el español Saúl Morales fue atropellado por un camión que accidentalmente entró a la vía donde circulaba la carrera, falleciendo en el acto. Muchos equipos abandonaron la carrera como protesta por la muerte de Morales y por la falta de garantías en la logística del evento. La muerte de Morales no fue el primer incidente ocurrido en esa carrera. Desde entonces, no se volvió a organizar la Vuelta a la Argentina.
Iniciaron la competencia 106 corredores (7 equipos locales y 11 extranjeros) y finalizaron 59.

## Etapas
| Etapa   | Fecha         | Recorrido                        | km       | Ganador                                    | Líder                             |
| Prólogo | 21 de febrero | Rosario-Rosario                  | 6 (CRI)  | László Bodrogi (Mapei-Quick Step)          | László Bodrogi (Mapei-Quick Step) |
| 1.ª     | 22 de febrero | San Lorenzo-Paraná               | 175      | Daniel Capella (Tres de Febrero)           | Gerardo Fernández (Bianchi)       |
| 2.ª     | 23 de febrero | Santa Fe-San Francisco (Córdoba) | 176      | Luca Paolini (Mapei-Quick Step)            | Gerardo Fernández (Bianchi)       |
| 3.ª     | 24 de febrero | Villa María-Río Cuarto           | 180      | Crescenso D'Amore (Mapei-Quick Step)       | Gerardo Fernández (Bianchi)       |
| 4.ª     | 25 de febrero | Río Cuarto-Río Cuarto            | 160      | Javier Zapata (05 - Orbitel)               | Gerardo Fernández (Bianchi)       |
| 5.ª     | 26 de febrero | Achiras-San Luis                 | 165      | Guillermo Brunetta (Azurra)                | Gerardo Fernández (Bianchi)       |
| 6.ª     | 27 de febrero | San Luis (Circuito)              | 160      | Simone Zucchi (Atlas - Lukullus - Ambra)   | Gerardo Fernández (Bianchi)       |
| 7.ª     | 28 de febrero | Encon-San Juan                   | 169      | Anulada por la muerte de Saúl Morales      | Gerardo Fernández (Bianchi)       |
| 8.ªA    | 29 de febrero | Gran San Juan(Circuito)          | 110      | Anulada en homenaje a Saúl Morales         | Gerardo Fernández (Bianchi)       |
| 8.ªB    | 29 de febrero | San Juan-San Juan                | 28 (CRI) | David Kenig (Bianchi)                      | Gerardo Fernández (Bianchi)       |
| 9.ª     | 2 de marzo    | Villa Dolores-Mina Clavero       | 155      | Maxim Gourov (Sel. Kazajistán)             | Gerardo Fernández (Bianchi)       |
| 10.ª    | 3 de marzo    | Mina Clavero-Mina Clavero        | 180      | Lisandro Cruel (Bianchi)                   | David Kenig (Bianchi)             |
| 11.ª    | 4 de marzo    | Mina Clavero-Alta Gracia         | 130      | Gonzalo Salas (Crush)                      | David Kenig (Bianchi)             |
| 12.ª    | 5 de marzo    | Córdoba-Córdoba                  | 155      | Christian Lademann (Agro-Adler Brandeburg) | David Kenig (Bianchi)             |

## Clasificaciones finales

### Clasificación individual
| Pos.       | Ciclista          | Equipo                  | Tiempo           |
| ---------- | ----------------- | ----------------------- | ---------------- |
| Malla Roja | David Kenig       | Bianchi                 | 39 h 30 min 22 s |
| 2.º        | Grzegorz Wajs     | Mroz-Supradyn           | a 30 s           |
| 3.º        | Jairo Hernández   | 05-Orbitel              | a 35 s           |
| 4.º        | Lisandro Cruel    | Bianchi                 | a 42 s           |
| 5.º        | Wojciech Pawlak   | Atlas-Lukullus-Ambra    | a 2 min 22 s     |
| 6.º        | Arkadiusz Wojtas  | Mroz-Supradyn           | a 4 min 21 s     |
| 7.º        | Dmitry Muravyev   | Selección de Kazajistán | a 5 min 54s      |
| 8.º        | Gonzalo Salas     | Crush                   | a 6 min 18 s     |
| 9.º        | Andrey Kashechkin | Selección de Kazajistán | a 7 min 06 s     |
| 10.º       | Gerardo Fernández | Bianchi                 | a 7 min 18 s     |

| 11.º | Sergey Tretyakov    | Selección de Kazajistán | a 9 min 02 s  |
| 12.º | Tomasz Lisowicz     | Atlas-Lukullus-Ambra    | a 9 min 07 s  |
| 13.º | Jorge Giacinti      | Bianchi                 | a 9 min 16 s  |
| 14.º | Carlos Osorio       | 05-Orbitel              | a 9 min 23 s  |
| 15.º | Christian Lademann  | Agro-Adler Brandenburg  | a 9 min 56 s  |
| 16.º | Martin Derganc      | Krka-Telekom Slovenije  | a 10 min 55 s |
| 17.º | Julio Aguirre       | 05-Orbitel              | a 12 min 01 s |
| 18.º | Thomas Heidrich     | Agro-Adler Brandenburg  | a 12 min 42 s |
| 19.º | Daniel Capella      | Tres de Febrero         | a 15 min 10 s |
| 20.º | Vladimir Miholjević | Krka-Telekom Slovenije  | a 15 min 43 s |

### Clasificación premio sprinter
| Pos.        | Ciclista           | Equipo  | Puntos |
| ----------- | ------------------ | ------- | ------ |
| Malla verde | Jorge Giles        | Crush   | 15     |
| 2.º         | Guillermo Brunetta | Azurra  | 14     |
| 3.º         | Gerardo Fernández  | Bianchi | 7      |

### Clasificación premio montaña
| Pos.          | Ciclista            | Equipo                   | Puntos |
| ------------- | ------------------- | ------------------------ | ------ |
| Malla naranja | Vladimir Miholjevic | Krka - Telekom Slovenije | 32     |
| 2.º           | Juan Ramírez        | 05 - Orbitel             | 22     |
| 3.º           | Lisandro Cruel      | Bianchi                  | 20     |

### Clasificación premio regularidad
| Pos.       | Ciclista       | Equipo               | Puntos |
| ---------- | -------------- | -------------------- | ------ |
| Malla azul | Gonzalo Salas  | Crush                | 14     |
| 2.º        | Simone Zucchi  | Atlas-Lukullus-Ambra | 12     |
| 3.º        | Lisandro Cruel | Bianchi              | 11     |

### Clasificación por equipos
| Pos. | Equipo                  | Tiempo            |
| ---- | ----------------------- | ----------------- |
| 1.º  | Bianchi                 | 118 h 37 min 29 s |
| 2.º  | 05-Orbitel              | a 5 min 44 s      |
| 3.º  | Selección de Kazajistán | a 7 min 15 s      |
| 4.º  | Mroz-Supradyn           | a 13 min 36 s     |
| 5.º  | Krka-Telekom Slovenije  | a 14 min 40 s     |